# Birgelen
Birgelen is een plaats in de Duitse gemeente Wassenberg, deelstaat Noordrijn-Westfalen, en telt 3.554 inwoners (2008).
Kreis Heinsberg · Regierungsbezirk Keulen · Noordrijn-Westfalen